# Le Vézier

Le Vézier este o comună în departamentul Marne, Franța. În 2009 avea o populație de 188 de locuitori.